# شركة النقلي للحلويات
شركة النقلي تعتبر الشركة واحدة من الشركات المتخصصة في تصنيع الشوكولاته والحلويات في السعودية، وقد كانت بدايتها الأولى في عام 1352 هجري عندما قام حمزة النقلي بافتتاح أول متجر في زقاق يسمى بالمدعى في مكة وكان أغلب زواره من الحجاج.